# Slibroen (Kappel)
Slibroen i den sydslesvigske by Kappel er en dobbeltfløjet klapbro, der forbinder bydelene i øst på den svansiske side med den indre by og tilstødende kvarterer på Angel.
Broen, der erstattede en tidligere svingbro, har en samlet længde på 207,5 m og en bredde på 23,90 m og bærer foruden vejbane et fortov og en cykelsti. Den blev bygget i årene 2000-2002 og indviet den 2. december 2002. Allerede 1671 blev der nævnt en færgeforbindelse mellem Kappel og Ellebjerg. Den første bro i Kappel blev anlagt i august 1850 på ordre af den danske kommandør Giødesen. Efter den preussiske anneksion blev der 1867 bygget en pontonbro, som i 1927 blev erstattet af en svingbro og i 2022 endelig af den nuværende klapbro. Fordi undergrunden ikke var stabil nok måtte fundamenterne forstærkes ved hjælp af såkaldte sænkekister (caissons). Opførelsen har kostet cirka 23 mio. €. Dertil kom udgifterne i forbindelse med ombygningen af de to hovedveje, som forbindes af broen.
Klapbroen åbnes hver time om dagen for at tillade skibe på Slien at passere igennem. Selve processen med at åbne eller lukke broen tager præcis to minutter. Den styres fra kontrolrummet i brovogterhuset, som er placeret på den østlige side. Broen er åben i op til 15 minutter ad gangen. Der er lyskryds ved vejbanen. 12 km sydvest herfor krydser også Lindånæsbroen Slien.

## Billeder
- Klapbroen fra vest
- Nordsiden af broen
- Broen helt åben
- Broen begynder at lukke
- Broen er fri for trafik
- Broen nedefra